# Majetín
Majetín (in tedesco Majetein) è un comune della Repubblica Ceca facente parte del distretto di Olomouc, nella regione di Olomouc.